# المسود (مناخة)

تعديل مصدري - تعديل

المسود هي إحدى قرى عزلة لهاب بمديرية مناخة التابعة لمحافظة صنعاء، بلغ تعداد سكانها 126 نسمة حسب تعداد اليمن لعام 2004.